# Guy Robert (homme politique)
Pour les articles homonymes, voir Guy Robert.
Guy Robert, né le 17 septembre 1921 à Brux (Vienne) et mort le 24 octobre 2011 à Ruffec (Charente), est un homme politique français.

## Biographie
Maire de sa commune natale, Brux, de 1963 à 2001, il a également été conseiller général du canton de Couhé de 1967 à 1992. En parallèle, il a joué un rôle clé dans le Sénat, où il a siégé pendant 15 ans (de 1977 à 1997), souvent comme suppléant de René Monory et Jean-Pierre Raffarin.
Sénateur de la Vienne, il a défendu des causes variées  tel que l’agriculture, les anciens combattants, et les questions sociales. Il a participé aux votes de lois majeures comme la loi Peyrefitte, la création du revenu minimum d'insertion et des réformes constitutionnelles liées à l'Union européenne.

## Distinctions
- Chevalier de la Légion d'honneur
- Chevalier de l'ordre national du Mérite

## Détail des fonctions et des mandats
Mandat parlementaire
- Sénateur de la Vienne de 1977 à 1981 et de 1986 à 1997

### Autre mandat
- Maire de Brux de mai 1963 à mars 2001